# Caprino Veronese
Caprino Veronese (Cavrìn in veneto) è un comune italiano di 8 804 abitanti abitanti della provincia di Verona in Veneto.
Posta ai piedi del Monte Baldo, si estende per un’area di 47,3 km2 e confina a nord con i comuni di Ferrara di Monte Baldo e di Brentino Belluno, a sud con Rivoli Veronese, ad ovest con Costermano sul Garda e San Zeno di Montagna.
L’area del comune porta testimonianze di frequentazione fin dal Neolitico. Maggiori attestazioni di popolamento si hanno nell’Età del Bronzo, con vari siti collinari tra cui il Castello di Pesina, di San Michele e La Motta. Successivamente, secondo i ritrovamenti archeologici, si può affermare che l’area subì una romanizzazione relativamente intensa. In epoca medievale doveva rientrare in una maglia di piccoli insediamenti. In epoca napoleonica, vi si svolse la battaglia in cui Napoleone sconfisse gli austriaci. Grande importanza assunse nel periodo post-unitario con la nomina a città e la sua posizione vicino al confine con l’impero Austro-Ungarico.

## Origine del nome
La maggior parte dei toponimi del comune di Caprino Veronese è di epoca medievale, a partire dallo stesso Caprino, derivante da “capra” e risalente al 1088. Altri toponimi sono:
- Baldo: la discussione sul significato e la derivazione di questo toponimo è molto ampia, si riporta qui l’ipotesi principale. Potrebbe derivare da “wald” in quanto il monte doveva essere ricoperto da boschi, con antichità attestata al 1163[6].
- Belpo: attestato dal XIII secolo[7].
- Broletto: area pubblica tipica della città medievale[8].
- Boi: forse derivante da “bogio”, ven. “gorgo”; attestato nel 1206 come Beudi[9].
- Ceredello: da “cerrus”, da “zerlo” un albero nominato nei documenti valsugani[10].
- Lubiara: derivante dall’italiano antico e dialetto “lobbia”, pergola frascato o portico. A Caprino Veronese è attestato nel 1194, 1203 e 1217[11][12].
- Marzane: probabile derivazione da nome personale, secondo altre attestazioni[13].
- Montecchio: Montécco in dialetto veronese e vicentino, nei documenti come Monteiclo,     deriva dal latino “al principio di un lieve rialzo del terreno”[14].
- Pazzon: da pastus, pastura o da pascolo. Attestato nel 1103 come Pazono. È possibile anche una derivazione da “pazzo”, sudicio[15].
- Pesina: forse da “Pesinam”, attestato nel 1285, la sua derivazione è molto dubbia,     potrebbe derivare da “Pesna” o da un nome di persona romano[16].
- Porcino: da porcus, porcile, di probabile epoca medievale per indicare l’uso del territorio[17].
- Rubiana: forse da rubius, nome personale[18].
- Ruina: forse da collegare a disastri naturali avvenuti nel corso della storia[19].
- Tasso: probabilmente derivante dall’albero o dall’animale omonimi[20].
- Vilmezzano: da “vicus”, più luoghi[21].
- Zovo: da jogum[22].

## Geografia fisica
Caprino Veronese, situata a circa 36 km a nord-ovest di Verona, si colloca a 254 m sul livello del mare. Si trova ai piedi del Monte Baldo, verso la valle scavata dall’Adige. Le sue frazioni si sviluppano sulle pendici orientali di questo Monte e della sua propaggine più meridionale, il Monte Belpo. L’area del Monte Baldo è l’area a più alto rischio sismico dell’Italia settentrionale, data la sua posizione nel confine tra la placca europea e quella africana.
Quest’area geologica è caratterizzata da rocce sedimentarie calcaree ricche di ammoniti, tipiche delle Alpi Meridionali. Questo ambiente ha conosciuto una leggera attività vulcanica risalente a circa 30 milioni di anni fa, determinando la formazione di rocce basaltiche e di un terreno più acido.
A circa 20 mila anni fa risale l’ultima grande glaciazione: durante questa fase il Monte Baldo viene isolato, lasciando i suoi versanti liberi dai ghiacci. Questo ha determinato la creazione di un’isola biologica e la sopravvivenza di varie specie vegetali, non più presenti sulle altre montagne alpine. in particolare, le morene gardesane e quelle di Rivoli Veronese suggeriscono che tra i fronti glaciali sia rimasto quasi sempre uno spazio libero in corrispondenza della pianura di Caprino Veronese.
Il territorio comunale comprende il bacino superiore del torrente Tasso, dalle sorgenti alla piana di Camporengo; a nord è delimitato dallo spartiacque del Monte Baldo e, a sud, dall'anfiteatro morenico. I centri abitati sono quattordici: Boi, Caprino, Ceredello, Lubiara, Pazzon, Pesina, Vilmezzano; gli altri sono antiche frazioni: Boschi di Lubiara (Lubiara), Braga (Pazzon), Gaon (Caprino), Porcino (Pazzon), Rubiana (Caprino), San Martino (Pazzon), Spiazzi (Lubiara), San Michele (Pazzon). L'assetto amministrativo definitivo risale al 1814-1815.

## Storia

### Preistoria e protostoria
Il territorio di Caprino pare già occupato durante il Neolitico, con la cultura dei Vasi a Bocca Quadrata.
Dalla frazione di Castel di Pesina – colle che domina sulla piana di Caprino – provengono numerosi materiali archeologici, che testimoniano la frequentazione del territorio dall’età del Bronzo all’epoca moderna. Strutture e piani d’uso parlano di un esteso villaggio nella media età del ferro, dove si tesseva, venivano prodotte ceramiche, fuso il bronzo, lavorate la selce e il corno di cervo.
Presso San Michele, rinvenimenti superficiali documentano presenze umane nel Tardoneolitico-inizi dell’età del Bronzo e del Bronzo Recente; a La Motta, invece, attraverso dei resti può essere accertata un’occupazione, forse con soluzioni di continuità, dal Bronzo Antico all’età romana.

### Età romana
Dopo la conquista romana (89 a.C.) il territorio entra nell'orbita del Municipio di Verona (49 a.C.), ma sarà solo nel 16 a.C. che i Romani prenderanno pieno possesso del territorio, si può parlare –sulla base dei ritrovamenti di Cavaion, Caprino, Lubiara – di una romanizzazione relativamente intensa; in epoca imperiale è parte della Regio X "Venetia et Histria" come semplice statio, piccolo centro commerciale (cippo di "Calpurnus mercator"). 

### Età medievale
Le testimonianze archeologiche risalenti all’età altomedievale sono piuttosto limitate, anche se sarebbe da approfondire lo studio di alcuni reperti conservati al museo di Caprino Veronese, tra cui il sarcofago di Renzon.
Nell’810, viene attestato il toponimo Follonis come “datazione topica”; si tratta della prima attestazione di questo toponimo. Con “follo”, nel lessico medievale, si indica un “meccanismo mosso da una ruota idraulica, costituito da due martelli di legno, usato per conferire compattezza e spessore, infeltrendoli, ai tessuti di lana”. Le prime attestazioni esplicite di questo toponomico si individuano in Abruzzo nel 962, facendo dunque del fundus Follonis di Caprino la prima testimonianza d’Italia. È possibile pensare che fosse presente, nel territorio, un impianto mosso dall’energia idraulica – anche se non ne sono state rinvenute le tracce archeologiche – o che sia legato al ricordo di un toponimo di età più antica.
Caprino e il suo territorio fanno parte, nell’Alto Medioevo, della iudicaria Gardensis, o fines Gardenses, una circoscrizione amministrativo-giudiziaria parzialmente autonoma dal comitato cittadino, attestata in età carolingia; questa separazione relativa sarà mantenuta fino al 1193. L’attestazione dell’esistenza della iudicaria Gardensis o fines Gardenses si può trovare in due attestazioni: in un atto dell’882 e in un testamento/inventario del 931.
Nei documenti del IX-X secolo (dall’810 al 931), non si trova mai impiegato il termine “vicus” inerente a Caprino, come invece si registra nelle zone della bassa Gardesana, il che fa dunque pensare all’esistenza di un insediamento sparso.
Viene menzionato, in un editto di re Berengario (X secolo), come "Cà Ferrera", villa autorizzata, al pari delle altre ville limitrofe, a edificare un castello per difendersi dalle invasioni degli Ungari.
Nel XII secolo è menzionata come pieve della diocesi di Verona (S. Maria de' Cavrini) e viene inoltre citata una nuova designazione per il fines Gardenses, che corrisponde a quella di Gardesana. Nello stesso secolo aderì alla Lega Veneta e combatté contro Federico Barbarossa, che distrusse il castello di Pesina nel 1168. Firmò la pace di Costanza al pari degli altri Comuni italiani.
Dopo un breve periodo autonomo nell'ambito del carolingio comitato di Garda, Caprino fu conquistata da Verona, di cui seguirà le sorti. Gli Scaligeri infeuderanno i Dal Verme.

### Età moderna e contemporanea
Dal 1405 al 1797 fece parte della Repubblica di Venezia, che ne infeuderà varie nobili casate: Negrelli, Malaspina, Brenzoni, Nichesola, Carlotti, Gaiter, Zuccalmaglio. Nel 1630 sarà duramente provata dalla pestilenza (2053 morti su 3 250 abitanti).
Un rinnovamento edilizio e fondiario si realizzò sul finire del XVIII secolo: Caprino, da semplice pieve, divenne borgo ed annetté progressivamente i comuni limitrofi; divenne sede di mercato (1786), venne riedificata la parrocchiale (1767-1786), furono eretti Villa Carlotti (1632) e Palazzo Zuccolmagno e fu edificato il centro sul sito dell'antico brolo. Sulle alture circostanti (tra Rivoli e Spiazzi) si svolse la celebre battaglia di Rivoli.
In epoca napoleonica divenne capoluogo di un cantone del dipartimento dell'Adige (Verona).
Durante il Regno d'Italia napoleonico i villaggi di Gaon e Rubiana insorsero contro le truppe francesi, in risposta alle provocazioni anticattoliche.
Dal 1815 al 1866 fu capoluogo di uno dei distretti della provincia di Verona (Regno Lombardo-Veneto).
Nel 1822 si costituì una società patriottica e nel 1848 la municipalità e la cittadinanza simpatizzarono per gli ideali risorgimentali incarnati da Carlo Alberto. Per tale motivo, dopo la riunione al Regno d'Italia, Caprino otterrà per decreto di Vittorio Emanuele II il titolo di città (1873).
Il periodo post-unitario sarà il periodo più florido nella storia della città: Caprino era capoluogo distrettuale e mandamentale, centro logistico in prossimità del confine, centro commerciale che integrava le attività montane del Monte Baldo con quelle collinari-moreniche e delle attività lacustri con le vie commerciali della vallata dell'Adige (ad est). Notevole era anche l'attività estrattiva (nembro rosato, rosso verona) ed avvenne la costruzione di fortificazioni militari (Forte Cimo Grande 1913, Forte di Nàole, Forte San Marco, 1885) a monte di Verona.
Dopo la prima guerra mondiale risentì di un declino economico che durò fino agli anni ottanta.
Nel corso della seconda guerra mondiale si ebbe, nuovamente, l'insurrezione di Gaon e Rubiana contro le truppe di occupazione; nell'immediato dopoguerra la maggioranza dei cittadini optò per la repubblica (1946).

### Simboli
Lo stemma di Caprino Veronese, riconosciuto con decreto del capo del governo del 7 settembre 1928, ha il seguente blasone: 
Il gonfalone civico, approvato con lo stesso atto dello stemma, è un drappo di azzurro.

## Società

### Evoluzione demografica
Abitanti censiti

### Etnie e minoranze straniere
I dati dell’Istituto nazione di statistica rilevano al 2020 una popolazione straniera residente di 979 persone, circa l’11% della popolazione totale del comune. Le comunità maggiormente rappresentate sono:
- Romania, 362
- Tunisia, 102
- Marocco, 71

### Tradizione e folclore
Dal 1873, in occasione della festa patronale, viene organizzata la Fiera Montebaldina, con un'esposizione di prodotti, mezzi di artigiani e industrie locali. Secondo la tradizione cattolica il giorno del 2 agosto, giorno di conclusione della Fiera, si svolge il rito del Perdon d'Assisi: si concede l'indulgenza plenaria al fedele che piamente visita la chiesa parrocchiale il giorno 2 agosto, in cui ricorre l'indulgenza della «Porziuncola». Una grazia che si rinnova dal 1216, quando san Francesco ottenne da papa Onorio III una indulgenza plenaria per quanti si fossero confessati nella chiesetta della Porziuncola nel giorno della sua dedicazione a Santa Maria degli Angeli. Di quella notte di preghiera del 1216 e del successivo incontro del Santo col Papa a Perugia raccontano le fonti francescane.
Oltre a questo, nella frazione di Pesina, il 16 agosto, si tiene la tradizionale festa di san Rocco. Questa prevede una processione e l’esposizione del Santo. Nella frazione di Gaon, il 16 agosto, viene celebrata la ricorrenza di San Rocco con la processione e l’esposizione della statua lignea dedicata al Santo della chiesa, datata al 1656.
Altro appuntamento è la Cronoscalata automobilistica “Caprino-Spiazzi”: una competizione automobilistica di velocità in montagna. Dal 2011 torna a far parte del Campionato Velocità Montagna (CIVM). La data di questo evento cambia di anno in anno, a seconda dei calendari della Commissione Sportiva Automobilistica Italiana (CSAI) e Federazione Internazionale dell'Automobile (FIA). Comunque, si svolgerà sempre tra la primavera e l'inizio dell'autunno.

## Monumenti e luoghi d'interesse

### Architetture religiose

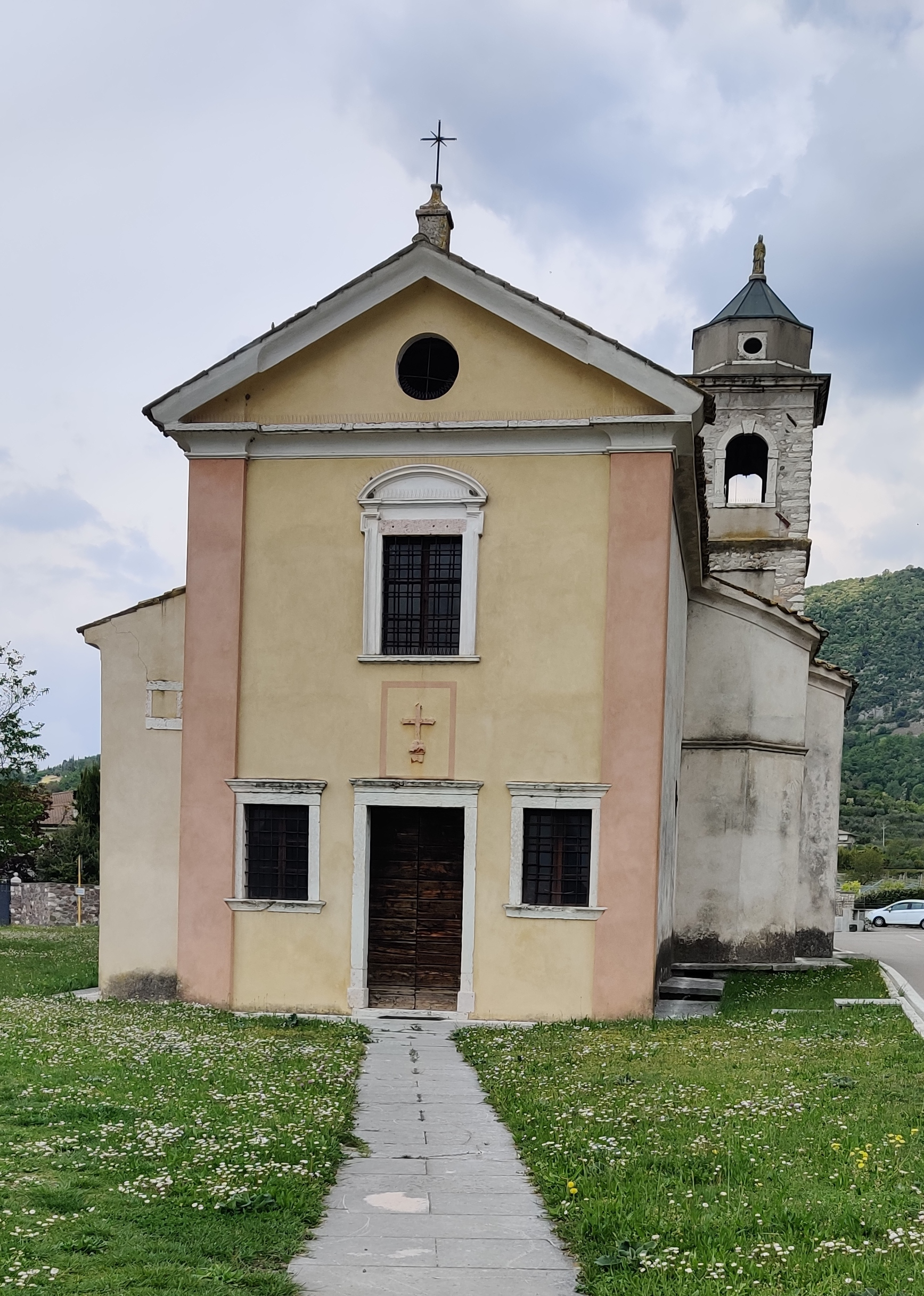
Chiesetta di San Rocco

- Chiesa parrocchiale di San Giovanni Battista - XIII secolo a Lubiara, il primo edificio del XII secolo in località Chiviel, l'attuale risale al XIII secolo.[35]
- Chiesa parrocchiale dei Santi Vito, Modesto e Crescenzia, del secolo XIII a Pazzon. Ha un battistero del 1568, La parrocchia ha numerose chiese ed oratori: "Beata Vergine del Carmelo" di Vilmezzano, l'"Immacolata" di Braga, di "San Michele Arcangelo" (romanica) e di "San Martino" del XIII.[35]
- Oratorio di Santa Cristina, in contrada Ceredello del XIII secolo su resti di un antico tempio romano. Ubicata su un piccolo colle, sovrasta la piana di Caprino, con orientamento della facciata verso ovest. La prima testimonianza risale al 1221, con riferimento ad una fiera tradizionale. La devozione al tempio fu tale che nel 1460, in occasione della visita del vescovo, vi fu la richiesta da parte degli abitanti di Ceredello per la celebrazione di almeno una messa alla settimana, affidata poi al parroco di Pesina. Durante la peste del 1630, la chiesa fu adibita a lazzaretto, per cui si rese necessaria la successiva intonacatura a calce delle pareti interne, ricoprendo gli affreschi del XIV secolo. Nel 1658 fu costruito un nuovo altare barocco, mentre nel XVIII secolo si ebbero interventi di consolidamento del tetto e nel 1897 mons. Cosatti riportò alla luce ampi frammenti degli affreschi trecenteschi. Nella chiesa si tiene la tradizionale festa della santa patrona il 24 luglio, con cerimonie religiose e sagra.[35]
- Chiesa del Santo Sepolcro, al cimitero, aveva una serie di statue del XIV secolo: deposizione di Cristo nel Sepolcro, ora nel museo di Villa Carlotti[35]; è ornata da affreschi, alcuni dei quali di Giovanni Ghirlandini
- Chiesetta di San Rocco, del XIV secolo, poco fuori da Pesina, ampliata dopo una grave pestilenza nel 1630. Orientata a sud, le sue origini sono dubbie: potrebbero risalire al XV secolo, se la si identifica come la chiesa di S. Sebastiano. Sicuramente esiste dal 1530, secondo il resoconto della visita pastorale del vescovo Giberti. In questo documento si testimonia come la chiesa venne eretta con le offerte della popolazione locale e che ogni seconda domenica del mese e durante il periodo della mietitura vi era celebrata la messa. Con le offerte raccolte durante la peste del 1630, la chiesa venne ampliata, con l’aggiunta della pala raffigurante S. Rocco (Ceschini, 1646). Nel 1673, l’edificio divenne sede della confraternita della Santissima Madonna del Suffragio, questa, nel 1693, eresse un altare dedicato alla Madonna della Cintura. Nel 1807, in seguito al decreto di Napoleone sulla soppressione delle confraternite, la chiesa conobbe un periodo di rovina, finché non entrò nella proprietà comunale.[35]
- Chiesa parrocchiale di Sant'Antonio di Padova, a Spiazzi.[35]

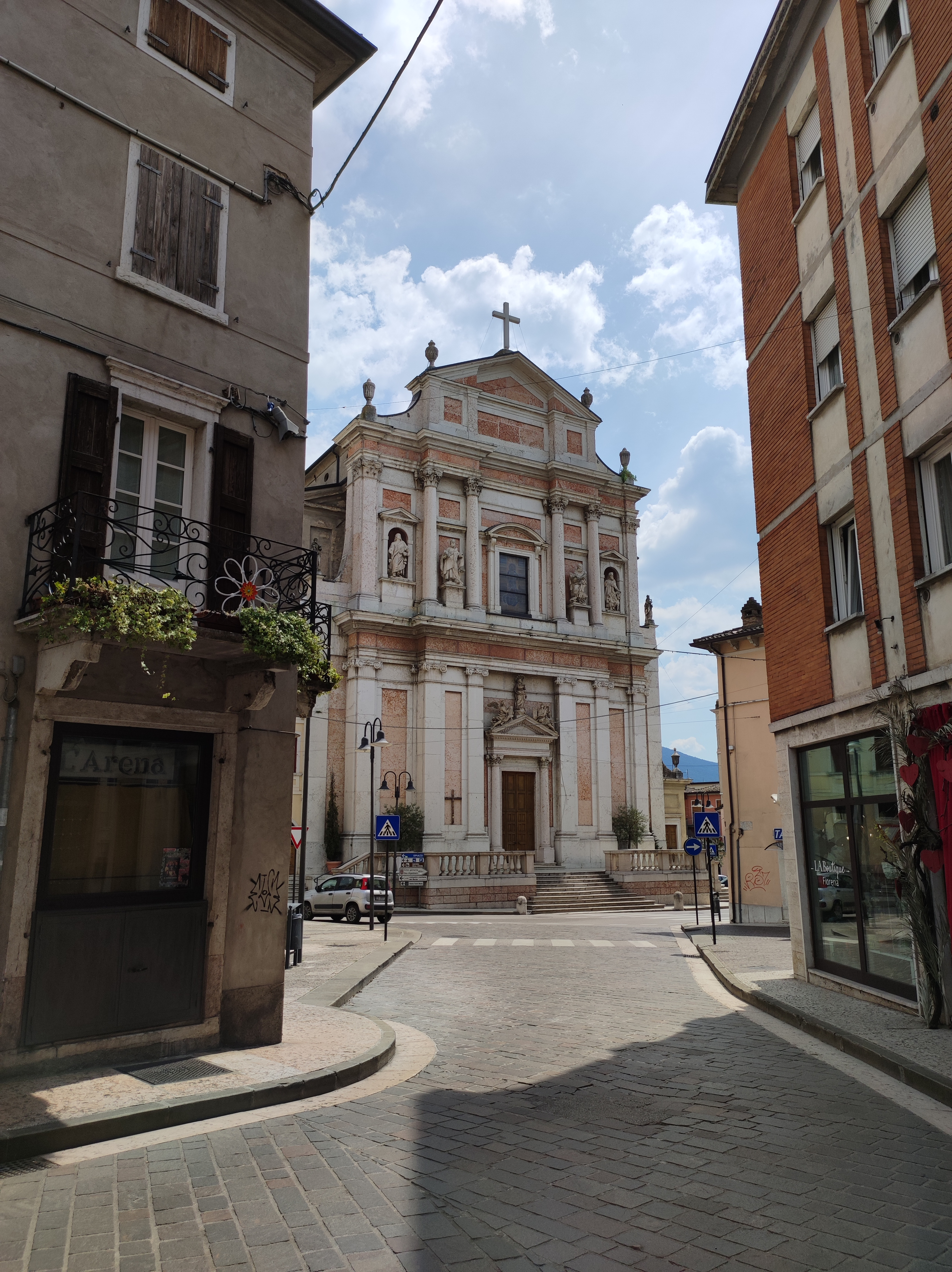
Chiesa parrocchiale di Caprino Veronese

- Chiesa parrocchiale di Caprino VeroneseParrocchiale di Caprino - XVIII secolo, l’edificio si sostituisce ad un’antica pieve romana tra il 1767 e il 1786, data della consacrazione da parte del vescovo di Verona Giovanni Morosini. Nel cantiere furono usati marmi bianchi e rossi di Lubiara. Nel protiro della facciata si vedono le statue di Maria Immacolata tra due angeli. Nella parte superiore si possono osservare le due statue degli evangelisti Marco e Luca, entro nicchie marmoree si posizionano poi Giovanni e Matteo; ai lati, su pinnacoli, vi sono gli apostoli Pietro e Paolo. Il soffitto interno è decorato con due medaglioni con Assunzione e Incoronazione di Maria, opera di Bartolomeo Zeni del 1783. Egli fece anche i quattro Dottori dipinti nel cielo del presbiterio. Accanto all’entrata principale si osservano due acquasantiere dello scultore Antonio Tinelli di Montecchio. L’edicola battesimale contiene una vasca ottagonale di marmo rosso con al centro uno stemma probabilmente da attribuire all’antica pieve. La vasca è datata al XV secolo. L’altare barocco, di marmi multicolore, presenta una pala raffigurante la Madonna con Bambino e cinque santi (Michele arcangelo, Francesco d’Assisi, Andrea Apostolo, Ludovico e Girolamo). Ai suoi lati si posizionano le statue di S. Teresa del Bambin Gesù e di S. Antonio da Padova. Un secondo altare, in marmo di Varena, completato nel 1886, fu fatto per la venerazione di un Crocifisso in legno datato al XV secolo. A destra di questo si trova la statua del Sacro Cuore di Gesù.  L’altare maggiore, costruito dopo l’1836, presenta ai lati due Cantonerie del 1877, una delle quali ospita un organo del 1805. Il coro è rivestito di Stalli e nel catino dell’abside si può osservare il quadro dell’Assunta, attribuito e donato dalla marchesa Carlotti nel 1829. Un altro altare lungo la parete destra, in marmo bianco di Carrara, risale al 1838, nella cui nicchia è presente una statua in legno dorato della Vergine con Bambino sulle ginocchia datato al 1500. Infine, un quinto altare è datato alla prima metà del Settecento.[35]
- Chiesa parrocchiale di San Gallo - XVIII secolo, a Pesina. Ricostruita nel 1769, ha uno splendido altare maggiore fatto erigere da Almerigo Gonzaga. Conserva una bella pala di Giovanni Caliari San Giobbe. La tela della Madonna e Santi è di Agostino Ugolini. Precedentemente la chiesa sorgeva a mezza collina con il suo cimitero soggetto in parte alla pieve di Garda e in parte a quelle di Caprino.[35]
- Chiesa di San Martino, nella contrada di San Martino - a pochi chilometri dal centro di Caprino, la facciata di questo edificio, oggi nascosta da un’abitazione civile addossata, era rivolta verso ovest. Tale chiesa viene ricordata dalle fonti dal XIII secolo. Tuttavia, l’edificio potrebbe avere origine più antica, forse in corrispondenza all’introduzione del culto di San Martino di Tours. La facciata venne chiusa nel 1605. Nel 1710 si chiuderà anche la porta verso la casa contigua. L’attuale campanile deve risalire, invece, all’XVIII secolo costruito in occasione di restauri. Attualmente la chiesa è di proprietà privata, ma viene ancora usata per alcune funzioni di culto, tra cui le celebrazioni della festa del patrono della contrada (San Martino, 11 novembre).[35]

### Architetture civili

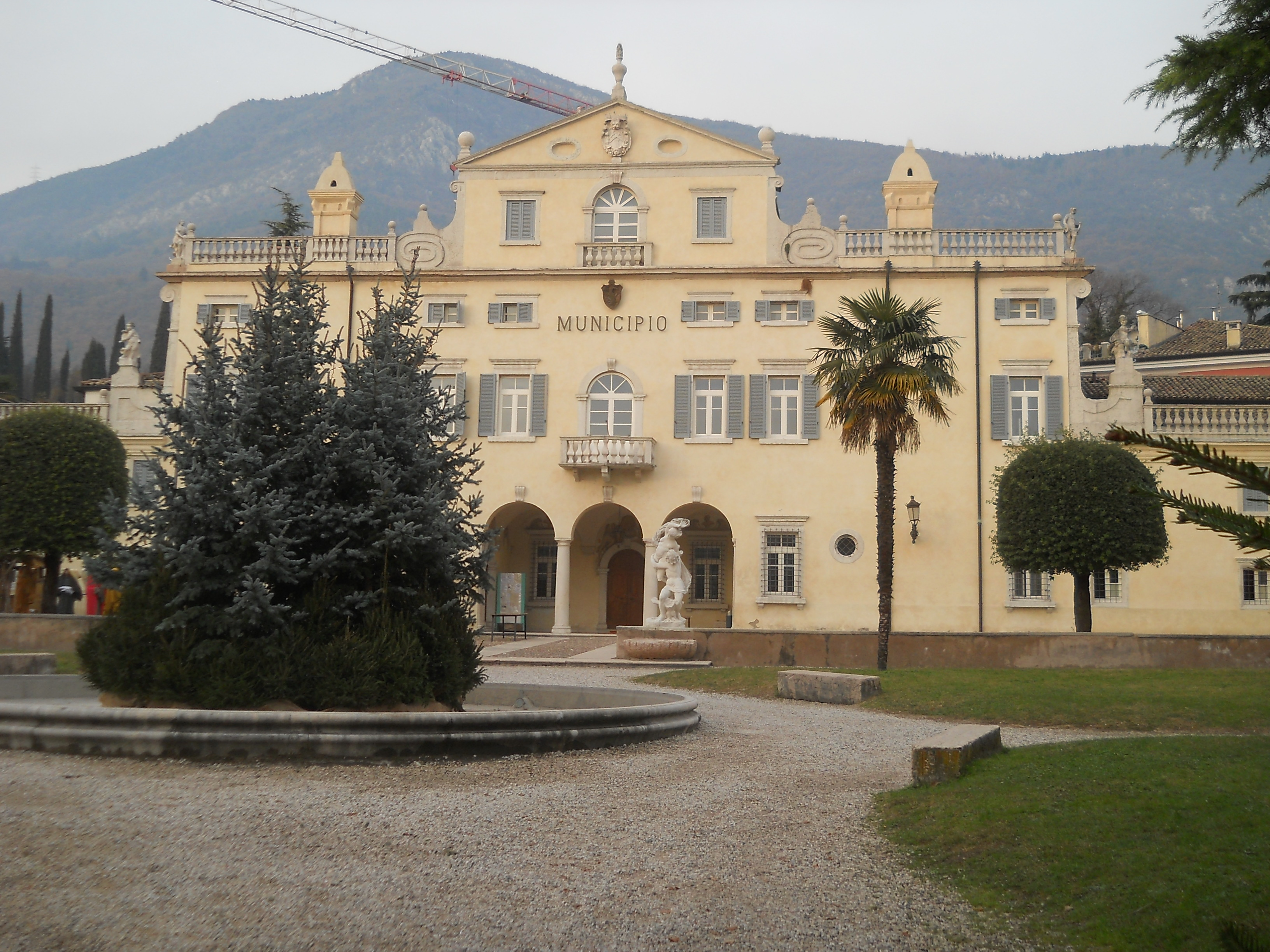
Villa Carlotti, sede del Comune

- Villa Nichesola-Rigo, del XIV secolo, in contrada Platano, ha parco e laghetto. Edificio ottocentesco costruito su edifici più antichi di cui si possono individuare murature forse di tre edifici del 1200. Dal 1600 è la villa di residenza della famiglia Negrelli. Nei secoli successivi venne abbellito ulteriormente con affreschi nel XVIII secolo e omaggi egiziani. La villa oggi fa parte dell’Istituto Suore Compagnia di Maria per l’educazione delle sordomute.[35]
- Villa Nichesola-Aldrighetti, del XV secolo, in contrada Platano, è la più antica e la più interessante con tre archi di portico.[35]
- Villa Beccherle, del XVI secolo, a Lubiara, sorta sul castello dei conti Colpani, poi Fratta. Ha un viale di cipressi particolare che ne costituisce l'ingresso. In data 18 settembre 1895 Giuseppe Sarto, poi divenuto Papa Pio X, visito' la villa ricevuto dalla nobil donna Elena Lucchi Beccherle. Una targa tutt'oggi ricorda l'evento, affissa sulla facciata della villa.[35]
- Villa Nichesola-Zambellini, del XVI secolo, in contrada Platano, trascurata, ha portico a colonne toscane, con scala esterna nel fondo, porte e finestre in pietra d'ottima fattura (con inferriate originali sul lato nord, verso la strada), una cornice a denti di sega sotto la gronda, un salone al primo piano con soffitto ligneo.[35]
- Villa Carlotti, del XVII secolo, è sede del Comune. Villa patrizia del 1632, palazzo dal 1682. Caratteristica è la Sala grottesca oggi detta Sala dei sogni con affreschi sulla volta. Vi ha sede un Museo comunale (1976) che raccoglie documenti storici locali e il Compianto quattrocentesco proveniente dalla Cappella del Cimitero. Sede comunale dal 1952, fu proprietà della famiglia Vimercati fino alla metà del XVI secolo e poi dei Carlotti fino al 1920. La villa era dotata di un parco, perduto nel corso del tempo per far spazio alla costruzione di altre strutture, demolite poi nel 1959. Infatti nel 1632 la villa venne abbellita con giardino e statue dal marchese Girolamo. Nel 1653 il marchese Marcelle possedeva in Caprino una “casa da patron” e da lavorente e 190 campi di terra, dei quali 60 arativi con vigne e 13 prativi con pochi morari.  Le stanze del primo piano sono decorate con affreschi e figure allegoriche di gusto seicentesco, dipinti in cornici di stucco sagomate con scene di caccia, cavalieri vestiti in foggia orientale e animali fantastici. Vi sono anche scene con paesaggi fantastici con laghetti, boschi, colonnati, fontane e statue. Particolare è la cosiddetta “Sala dei Sogni” il cui soffitto è decorato con personaggi orientali, galeoni, uccelli, scimmie, carrozze e, al centro, la figura della Fama. In una sala adiacente si trova il Compianto sul Cristo morto, un complesso di statue in tufo a grandezza naturale, originariamente colorate e inizialmente ubicato presso l’antica chiesa del Santo Sepolcro di Caprino. Il compianto raffigura Gesù disteso sul sudario mentre Giuseppe di Arimatea gli tiene amorosamente tra le mani il capo e Nicodemo le estremità; a piangerlo la Vergine, S. Giovanni, la Maddalena ed una pia donna. Tale opera è uno degli esempi più importanti della scultura gotica italiana, attribuita al maestro di Santa Anastasia, scolpito probabilmente attorno al 1320. L’opera è strettamente connessa ai gruppi delle Crocifissioni di Cellore d'Illasi e di San Giacomo di Tomba.[35]
- Palazzo Bagatta, del XVII secolo, ha un portale ad arco con una lunga facciata con attico sormontato da statue.[35]
- Villa Sometti-Nichesola, del XVII secolo, in contrada Platano è tardo rinascimentale, del 1604.[35]
- Palazzo Nogarola-Abrile, del XVII secolo con torre e parco.[35]
- Villa ex Negrelli, del XVII secolo e anteriore, a Pesina, ha decorazioni pittoriche e un denso parco con bei cipressi.[35]
- Villa Belvedere, del XVIII secolo; si trova a Pesina, è una vecchia casa padronale di architettura tipicamente rurale. È un unico complesso, con alcune caratteristiche case note col nome di Canal. Ha un gruppo di piante secolari che lo circonda a protezione dei venti del nord e a consolidamento del terreno franoso della collina.[35]

### Malghe
Caprino Veronese è proprietario di dieci malghe, di cui tre nel territorio di Ferrara di Monte Baldo e cinque nel territorio di S. Zeno.

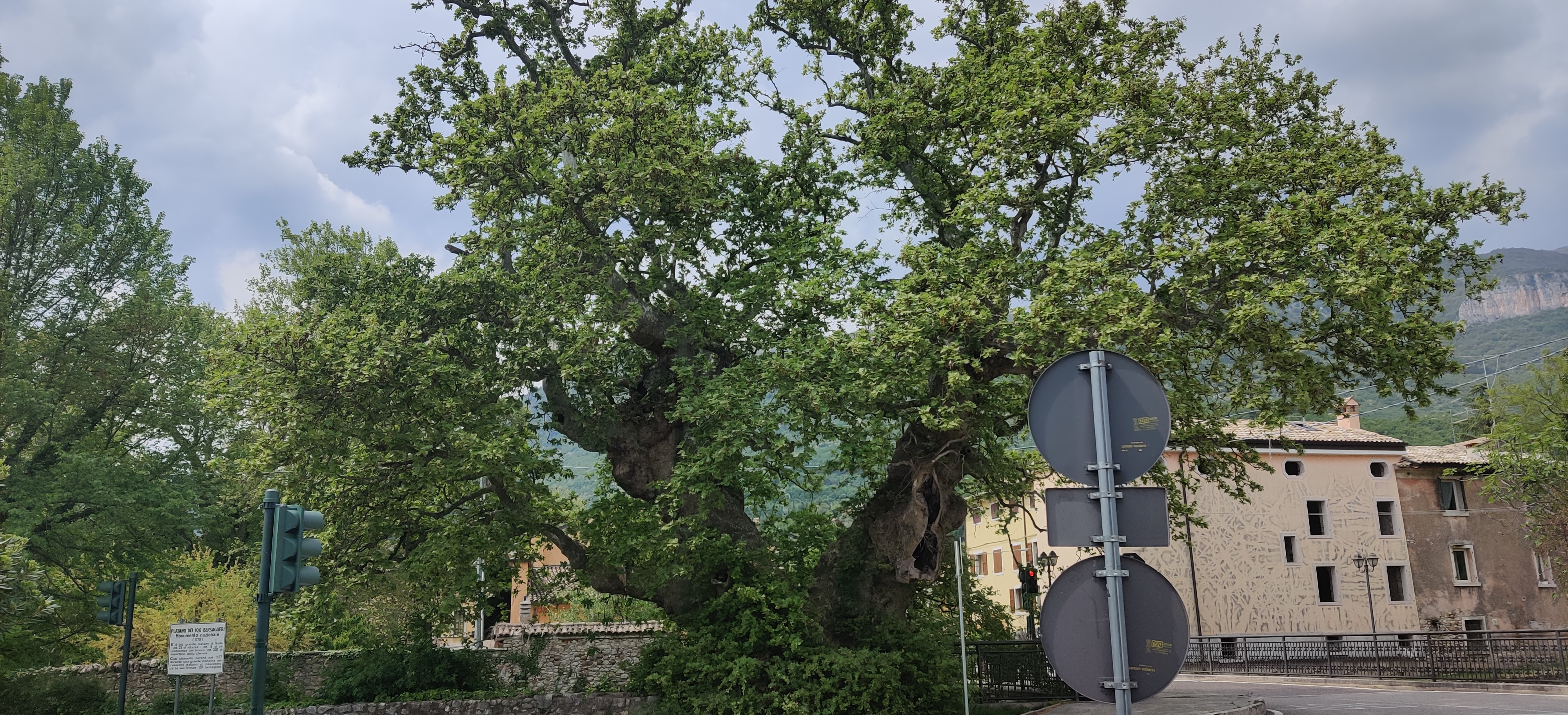
Platano dei cento bersaglieri

### Risorse naturalistiche
Platano dei Cento Bersaglieri di Caprino veronese. Si narra che nel 1937, durante un’operazione svolta dall’Esercito Italiano, tra le sue ampie fronde si nascosero 100 bersaglieri. Con i suoi 450 anni di età è probabilmente il platano più vecchio d’Italia. La sua specie, il platano orientale (platanus acerifolia), è stato molto usato nell’antichità, anche se durante la seconda guerra mondiale molti sono stati uccisi.

## Cultura
A Caprino Veronese è presente una biblioteca civica, fondata nel 1971 e conta una raccolta di 21 mila volumi. È presente anche il Museo civico di Villa Carlotti, aperto nel 1973 sotto la guida dello studioso locale Mario Maragoni. L’edificio è una villa settecentesca, sede anche del Comune. Nato come museo archeologico, si è successivamente arricchito anche di una collezione paleontologica, di una sezione fotografica, fornendo una visione abbastanza completa dell’evoluzione storica del territorio comunale e della sua identità.

## Economia
Il territorio ha un’antica tradizione legata alla pastorizia, soprattutto della pecora brentegana. Dopo gli anni ’50 del secolo scorso, questo allevamento è andato a diminuire, lasciando il posto a quello bovino. Molto presente nel territorio è oggi anche la piccola e media industria, soprattutto i settori lapideo e vinicolo. Grandi ricavi porta il settore turistico grazie alle possibili escursioni e attività disponibili sul monte.

## Geografia antropica

### Frazioni

#### Ceredello
Ceredello è un borgo a circa 1 chilometro da Caprino Veronese sulla strada verso Affi. Ceredello è formato da tre principali località, Ceredello di Sotto, centro della vita cittadina dove si celebra la sagra, v'è il vecchio comune, il Palazzo Canonici e la famosa Chiesa di S.Cristina del 1200. Località Ceredello di Sopra e Località Ca Pontara.

#### Gaon
Gaon è un piccolo villaggio a monte di Caprino Veronese, costituito da Caiar (in basso) luogo di cagliari (caglio del latte), Gaon (in alto) al limite del bosco, Mezzana (a ovest, sulla mulattiera per Rubiana).
Ha sempre seguito le sorti, amministrative ed ecclesiastiche, di Caprino.
Per le sue caratteristiche ambientali è monumento nazionale, pregevoli le vecchie dimore di Caiar e la piccola piazzetta con l'oratorio di San Rocco a Gaon centro.

#### Spiazzi
Spiazzi è una frazione di Caprino Veronese situata a circa 850 metri d'altitudine ed è una rinomata località turistica dell'entroterra del Lago di Garda, da cui dista solo 15 km. Spiazzi è famosa per il Santuario della Madonna della Corona. Sono presenti numerosi hotel, bar e ristoranti.

#### Boi
Boi è una frazione di Caprino Veronese situata tra Caprino e Pesina, ai piedi di un piccolo monte adiacente al Baldo. Il nome deriva da un antico popolo celtico che si insediò in questa zona diversi secoli fa che si chiamavano appunto Boi. A Boi sono presenti diverse attività commerciali tra cui un bar, un'osteria e un minimarket.

#### Rubiana
Rubiana è una tranquilla frazione di Caprino Veronese situata a circa 1 km a nord di Caprino, sulla strada che porta a San Zeno di Montagna, ai piedi del Monte Baldo. Molti sono i sentieri che infatti permettono di raggiungere non solo il Baldo, ma anche altri luoghi interessanti e particolari per i più affezionati alla montagna e alle camminate. Gli abitanti constano in circa 500 persone. Tipica è la festa di Sant'Eurosia che si celebra ogni 25 giugno nell'omonima chiesetta della frazione con seguente processione tra le vie del borgo e momento di convivialità.

#### Lubiara
Lubiara è un borgo a circa 3 chilometri da Caprino Veronese. A Lubiara è presente una chiesa(sede di Parrocchia con Caprino, Pesina e Pazzon) e di un asilo.

## Amministrazione
| Periodo     | Periodo     | Primo cittadino              | Partito                             | Carica  | Note   |
| ----------- | ----------- | ---------------------------- | ----------------------------------- | ------- | ------ |
| maggio 1985 | luglio 1990 | Luigi Segattini              | Democrazia Cristiana                | Sindaco | [ 39 ] |
| luglio 1990 | aprile 1995 | Roberto Vesentini            | Democrazia Cristiana                | Sindaco | [ 40 ] |
| aprile 1995 | giugno 1999 | Maria Teresa Girardi Ferrari | Partito Popolare Italiano           | Sindaco | [ 41 ] |
| giugno 1999 | giugno 2004 | Maria Teresa Girardi Ferrari | Lista Civica                        | Sindaco | [ 42 ] |
| giugno 2004 | giugno 2009 | Stefano Maurizio Sandri      | Lista Civica                        | Sindaco | [ 43 ] |
| giugno 2009 | giugno 2014 | Stefano Maurizio Sandri      | Il Popolo della Libertà - Lega Nord | Sindaco | [ 44 ] |
| giugno 2014 | giugno 2019 | Paola Arduini                | Lista Civica                        | Sindaco | [ 45 ] |
| giugno 2019 | giugno 2024 | Paola Arduini                | Lista Civica                        | Sindaco | [ 45 ] |
| giugno 2024 |             | Giuseppe Armani              | La Civica!                          | Sindaco | [ 45 ] |

### Gemellaggi
- Gau-Algesheim, dal 1984[46]
- Saulieu, dal 2004[46]

Il comune aderisce all’iniziativa: patto dei sindaci